# 南京地铁15号线
南京地铁15号线是南京地铁正在规划中的一条地铁线路，全线位于江北新区，于2015年列入《江北新区浦口中心区控制性详细规划》，起点据滁州市政府2018年介绍，为南京北站，在该站可换乘南京地铁3号线，南京地铁4号线以及南京地铁S4号线，同年，据荔枝新闻网报道，该线连接南京北站和老山。19年，据人民网消息，该线起点南京北站增加南京地铁18号线规划。2021年，人民网公布，南京北站预留了南京地铁15号线。